# Berazategui (Buenos Aires)
Berazategui is een plaats in het Argentijnse bestuurlijke gebied Berazategui in de provincie Buenos Aires. De plaats telt 167.498 inwoners.
De naam komt van Jorge Berazategui, een immigrant uit Spanje die zich op deze plek tussen de stad Buenos Aires en La Plata vestigde. De stad heeft niet echt een herkenbaar centrum. De voornaamste straat is Calle 14, dat vooral opvalt door zijn overdaad aan ijssalons.

## Geboren
- Darío Benedetto (1990), voetballer

## Galerij

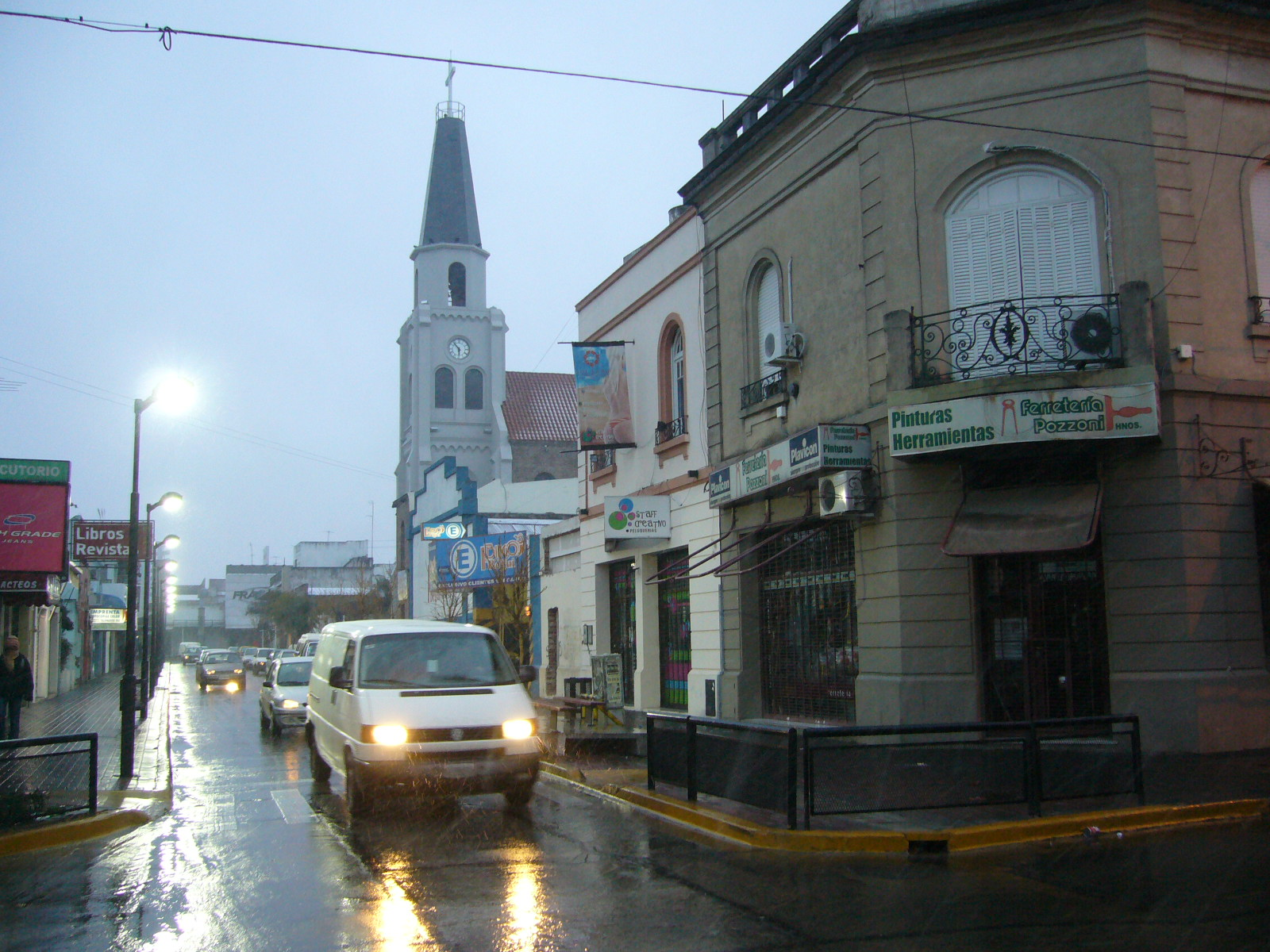
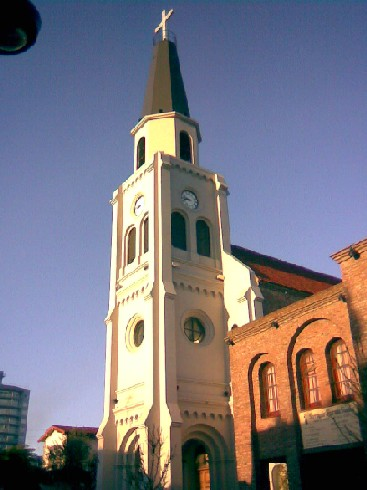
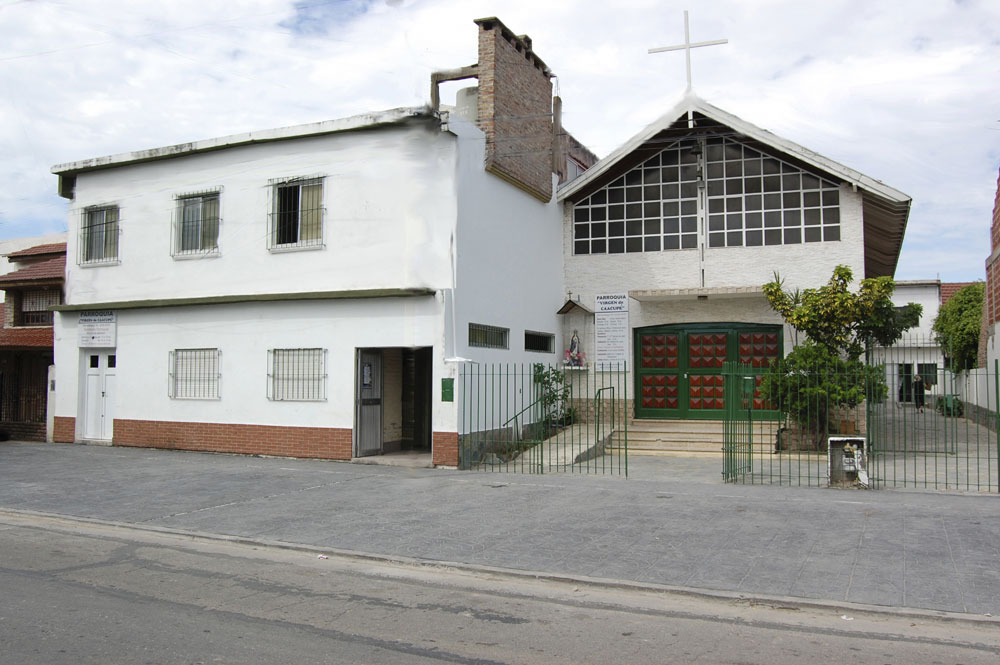